# Miyazaki Hayao no Zassō nōto
Miyazaki Hayao no Zassō nōto (宮崎駿の雑想ノート?) è una raccolta di manga e saggi illustrati che Hayao Miyazaki ha realizzato in maniera sporadica per la rivista Model Graphix a partire dagli anni Ottanta fino ai primi Novanta. A livello internazionale, è noto con i titoli anglofoni Hayao Miyazaki's Daydream Data Notes e Hayao Miyazaki's Random Thoughts Notebook.

## Sviluppo
La raccolta doveva essere un'iniziativa privata atta a raccogliere gli schizzi risalenti fino alla prima infanzia di Miyazaki. Nato nel 1941, come i bambini che vissero la guerra in Europa, disegnava infatti quasi esclusivamente aerei, carri armati e navi da guerra. Come ha notato Helen McCarthy nel suo libro Hayao Miyazaki Master of Japanese Animation.
Nel capitolo dedicato a Porco Rosso, la studiosa riporta la seguente affermazione fatta dal regista (tratta da un'intervista fatta da Comic Box nell'ottobre 1989): « [...] la verità è che sono più felice quando scrivo di stupidi aeroplani e carri armati su riviste come Model Graphix...».

## Media

### Magazine
Le storie di Hayao Miyazaki no zassō note venivano stampate in modo irregolare nei numeri del novembre 1984 fino a maggio 1990 della rivista mensile  Model Graphix .

### Libri
La casa editrice nipponica Dainippon Kaiga nel dicembre 1992 decise di fare una cernita delle migliori opere di Miyazaki e le pubblicò in un unico volume, mentre nell'agosto 1997 fece uscire una versione migliorata ed ampliata. Infatti la prima edizione non conteneva Hikōtei jidai.
Il manga annotato Hans no kikan  (ハンスの帰還 ?,  Hans no kikan) però venne comunque escluso, venendo recuperato soltanto nell'agosto 2002, quando venne inserito nella raccolta doromamire no tora miyazaki hayao no mōsō nōto ( 泥まみれの虎 宮崎駿の妄想ノート ?), sempre della Dainippon Kaiga.

#### Contenuti
1. Shirarezaru Kyojin no Mattei
2. Kōtetsu no Ikuji
3. Tahōtō no Deban
4. Noufu no Me
5. Ryū no Kōtetsu
6. Kyūshū Jōkū no Jūgōsakuki
7. Kōshahōtō
8. Q-ship
9. Anshōmaru Monogatari
10. London Jōkuu 1918-nen
11. Saihin Zensen
12. Hikōtei jidai, una versione embrionale di Porco Rosso
13. Buta no Tora

### Programma radiofonico
Nel 1995, Hayao Miyazaki no zassō note fu trasformato in una serie di trasmissioni radiofoniche per la Nippon Broadcasting System. Quando venne chiamato a commentare questa trasposizione in un'intervista per la rivista Animage di Tokuma Shoten, Miyazaki spiegò la sua posizione politica come oppositore del riarmo del Giappone e contrastava con i suoi interessi di tutta una vita in guerra ed affari militari. Spiegò che poteva esprimere questo fascino disegnando fantastiche invenzioni, che vennero poi pubblicate su Model Graphix, una rivista per la creazione di modelli in scala. Disse di aver realizzato i suoi migliori disegni quando stava serializzando il suo manga Nausicaä della Valle del vento: «Dopo aver passato fino all'alba a disegnare le ultime pagine del manga per rispettare la scadenza dell'editore, vorrei disegnare questi modelli il giorno dopo, ognuno richiederebbe una settimana.» Continuò affermando che «in sostanza è il mio hobby disegnare veicoli apparentemente reali, funziona come valvola di rilascio psicologica».